# Szalmatercs
Szalmatercs é um município da Hungria, situado no condado de Nógrád. Tem 7,58 km² de área e sua população em 2015 foi estimada em 403 habitantes.